# Pusté Čemerné
Pusté Čemerné (in ungherese Márkcsemernye) è un comune della Slovacchia facente parte del distretto di Michalovce, nella regione di Košice.